# Vráta
Vráta (1051 m n. m.) jsou nejvyšším bodem Podbeskydské vrchoviny. Nacházejí se v prostoru mezi obcemi Breza, Oravská Jasenica, Oravské Veselé a Beňadovo na území okresu Námestovo (Žilinský kraj). Na severozápadě je hora oddělena bezejmenným sedlem od vrcholu Vyšná Poperačka (1043 m), na jihovýchodě je klesajícím hřbetem spojena s vrcholem Pekelná (877 m). Jihozápadní svahy spadají do údolí Kýčery, severovýchodní do údolí Poperačského potoka.

## Přístup
Na vrchol nevedou žádné turistické trasy. Přístup je možný po neznačených lesních cestách z okolních vesnic.